# Dayr Ḩāfir
Dayr Ḩāfir (arabiska: دير حافر) är en subdistriktshuvudort i Syrien.   Den ligger i provinsen Aleppo, i den centrala delen av landet, 300 kilometer norr om huvudstaden Damaskus. Dayr Ḩāfir ligger 349 meter över havet och antalet invånare är 28 905.
Terrängen runt Dayr Ḩāfir är platt, och sluttar söderut. Det finns inga andra samhällen i närheten. 
Trakten runt Dayr Ḩāfir består till största delen av jordbruksmark. Runt Dayr Ḩāfir är det ganska tätbefolkat, med 86 invånare per kvadratkilometer.